# Guvernul Vintilă I.C. Brătianu
Guvernul Vintilă I.C. Brătianu a fost un consiliu de miniștri care a guvernat România în perioada 24 noiembrie 1927 - 9 noiembrie 1928.

## Componența
- Președintele Consiliului de Miniștri

Vintilă I.C. Brătianu (24 noiembrie 1927 - 9 noiembrie 1928)
- Ministrul de interne

Ion Gh. Duca (24 noiembrie 1927 - 9 noiembrie 1928)
- Ministrul de externe

Nicolae Titulescu (24 noiembrie 1927 - 3 august 1928)
ad-int. Constantin Argetoianu (3 august - 9 noiembrie 1928)
- Ministrul finanțelor

Vintilă I.C. Brătianu (24 noiembrie 1927 - 9 noiembrie 1928)
- Ministrul justiției

Stelian Popescu (24 noiembrie 1927 - 9 noiembrie 1928)
- Ministrul de război

General Paul Angelescu (24 noiembrie 1927 - 9 noiembrie 1928)
- Ministrul lucrărilor publice

Ion Nistor (24 noiembrie 1927 - 9 noiembrie 1928)
- Ministrul agriculturii și domeniilor

Constantin Argetoianu (24 noiembrie 1927 - 9 noiembrie 1928)
- Ministrul comunicațiilor

Constantin D. Dimitriu (24 noiembrie 1927 - 9 noiembrie 1928)
- Ministrul industriei și comerțului

Ludovic Mrazec (24 noiembrie 1927 - 9 noiembrie 1928)
- Ministrul instrucțiunii publice

Constantin Angelescu (24 noiembrie 1927 - 9 noiembrie 1928)
- Ministrul cultelor și artelor

Alexandru Lapedatu (24 noiembrie 1927 - 9 noiembrie 1928)
- Ministrul muncii, cooperației și asigurării sociale

Dr. Nicolae Lupu (24 noiembrie 1927 - 9 noiembrie 1928)
- Ministrul sănătății și ocrotirii sociale

Ion Inculeț (24 noiembrie 1927 - 9 noiembrie 1928)

## Sursa
- Stelian Neagoe - "Istoria guvernelor României de la începuturi - 1859 până în zilele noastre - 1995" (Ed. Machiavelli, București, 1995)

| Precedat(ă) de: Guvernul Ion I.C. Brătianu (7) | Guvernul Vintilă I.C. Brătianu 24 noiembrie 1927 - 9 noiembrie 1928 | Succedat(ă) de: Guvernul Iuliu Maniu (1) |